# G1
O g1 é um portal de notícias brasileiro mantido pelo Grupo Globo e sob orientação da Central Globo de Jornalismo, lançado em 18 de setembro de 2006, com o objetivo de fortalecer a presença da Globo no jornalismo digital. O projeto foi desenvolvido a partir de uma estrutura híbrida que combinava profissionais, conhecimento e infraestrutura do jornalismo da TV Globo e da globo.com, empresa do grupo de serviços e conteúdo na internet, e conteúdos jornalísticos de outras empresas do grupo como o canal GloboNews, os jornais O Globo, Extra e Valor Econômico, a revista Globo Rural, a rádio CBN, entre outras, além de reportagens próprias em formato de texto, fotos, áudio e vídeo.
Antes do G1, a Globo já havia investido em sites jornalísticos, mas nenhum deles era dedicado exclusivamente à produção de notícias em tempo integral. O G1 foi a primeira iniciativa da empresa pensada especificamente para o ambiente digital, marcando a entrada definitiva da empresa no jornalismo on-line. O portal foi a primeira grande iniciativa da Globo projetada especificamente para o ambiente digital.
Desde seu lançamento, o G1 estabeleceu-se como líder no cenário de notícias digitais no Brasil. Em apenas dois anos, já alcançava o topo da audiência entre os sites de notícias do país, uma posição que mantém até hoje com mais de 55 milhões de usuários mensais, segundo dados da Comscore. O portal conta com redações espalhadas por todos os estados brasileiros, o que permite uma cobertura abrangente e diversificada de eventos nacionais e internacionais. Além de sua presença nas redes sociais, o G1 oferece aplicativos para dispositivos iOS e Android.
O conteúdo do G1 é vasto e variado, com uma cobertura em tempo real de acontecimentos importantes nas áreas de política, economia, esportes, cultura, ciência, tecnologia e muito mais. Além de suas atualizações diárias, o G1 também oferta reportagens especiais, vídeos, podcasts, galerias de fotos e análises aprofundadas.

## História

Primeiro logotipo do site, utilizado entre 2014 e 2021.

Em 2006, o jornalismo da Globo, sob a direção de Carlos Henrique Schroder, começou a trabalhar no projeto de portal de notícias para internet. Álvaro Pereira Jr., que trabalhava no programa dominical Fantástico, ficou responsável por formar uma equipe e definir o perfil editorial do site. Pereira Jr. chamou Márcia Menezes, então editora-chefe do "Jornal da Dez", e o jornalista Renato Franzini, que já possuía experiência em internet e já trabalhou na Folha de S.Paulo e UOL (ambas do Grupo Folha), para aturem como editora-chefe e editor-executivo. A equipe ficou dividia entre o Rio de Janeiro (sob o comando de Menezes), em São Paulo (com a redação principal) e em Brasília. 
Franzini diz que, em agosto do mesmo ano, o projeto já contava com uma redação e o layout do site já estava pronto, e que poderia ter sido lançado no dia 15. No entanto, por questões técnicas em relação a resolução dos monitores da época, a equipe do site decidiu postergar o lançamento para trabalhar mais na página inicial. O site já operava, porém estava off-line, e durante esse período, a equipe trabalhou como se ele estivesse disponível ao público.
Em 18 de setembro de 2006, o G1 foi lançado com uma chamada na página inicial do globo.com, e com uma matéria no Jornal Nacional. Nas primeiras semanas, a redação ficou concentrada na Alameda Santos, em São Paulo, onde permaneceu até ser transferida para a sede o jornalismo da Globo, na Avenida Engenheiro Luís Carlos Berrini, em 2014.

## Estrutura
Inicialmente, o G1 possuía uma estrutura similar a de um jornal impresso, com editorias específicas para os principais temas, como economia, política, internacional, cultura, cidades. O jornalista Marcílio Kimura, foi o primeiro editor da página inicial do site e, em 2010, criou-se o núcleo de pauta do g1. 
Em 2008, os sites dos telejornais da Globo e a homepage da Globonews passaram a ter o domínio do g1. No fim de 2010, o portal integrou as redes afiliadas ao website. Começou com a integração dos estados do Rio de Janeiro e de São Paulo (Conteúdo da Globo RJ e Globo SP). Em seguida os estados de Minas Gerais (Globo MG e TV Integração), Paraná (RPC), Bahia (Rede Bahia), Distrito Federal (Globo Brasília) e mais recentemente: Mato Grosso (TV Centro América), Mato Grosso do Sul (TV Morena), Ceará (TV Verdes Mares), Espírito Santo (Rede Gazeta), Goiás (Rede Anhanguera), Paraíba (TV Paraíba e TV Cabo Branco), Amazonas (Rede Amazônica), Pernambuco (Globo Pernambuco), Rio Grande do Sul (RBS TV RS), Sergipe (TV Sergipe), Maranhão (Rede Mirante), Pará (Rede Liberal e TV Tapajós)), Rondônia (Rede Amazônica), Santa Catarina (RBS TV SC), Rio Grande do Norte (InterTV Cabugi), Piauí (TV Clube), Alagoas (TV Gazeta), Acre (Rede Amazônica) e regiões de cobertura da TV TEM, da EPTV, da TV Tribuna, da Rede Vanguarda, da InterTV, da TV Rio Sul, da TV Asa Branca e da TV Grande Rio. Em 28 de junho iniciou-se o g1 Tocantins.
As versões do g1 nos idiomas inglês e espanhol foram lançadas em 11 de junho de 2010, e têm os vídeos legendados em dois idiomas.
Em 18 de setembro de 2021, o g1 completou 15 anos de existência. Dois dias depois, o portal lançou seu novo logotipo, adotando a letra minúscula e mantendo a cor vermelha, se alinhando ao novo visual da TV Globo, lançado no mesmo ano.

## Produtos e serviços

### Podcasts e programas
Em 2015, o portal ganhou um programa exclusivo na TV Globo, o g1 em 1 Minuto, com as informações do site em boletins pela manhã e a tarde.
No ano de 2019, o site passou a ganhar uma plataforma de podcasts, com análises e entrevistas sobre os grandes assuntos do cotidiano.
Em 15 de junho de 2021, o site passou a ter um canal próprio no YouTube, com vídeos atualizados sobre o noticiário.

### Podcasts do g1
- O Assunto (um tema importante do noticiário explicado e analisado diariamente, com Natuza Nery)
- Bem Estar (sobre saúde e qualidade de vida, com Michelle Loreto)
- Resumão Diário (em 2 edições no dia traz um resumo do que é destaque no noticiário no país e no mundo)
- Resumão Diário do JN (traz um resumo dos assuntos que foram destaque na edição do dia do Jornal Nacional)
- Isso é Fantástico  (são recebidos convidados para aprofundar um assunto de grande importância que foi destaque no Fantástico)

## Prêmios
Prêmio Vladimir Herzog
Prêmio Vladimir Herzog de Internet
| Ano  | Obra                   | Veículo de mídia | Autor              | Resultado |
| ---- | ---------------------- | ---------------- | ------------------ | --------- |
| 2014 | "Dias de Intolerância" | Portal g1        | Rosanne D’Agostino | Venceu    |

Menção Honrosa do Prêmio Vladimir Herzog por Multimídia
| Ano  | Obra                      | Veículo de mídia  | Autor | Resultado |
| ---- | ------------------------- | ----------------- | --- | --------- |
| 2017 | "Mapa da homofobia em SP" | g1 – São Paulo/SP | Thiago Reis, Alexandre Nascimento, Alexandre Mauro, Beatriz Souza, Fabíola Glenia, Glauco Araújo, Igor Estrella, Kleber Tomaz, Marcelo Brandt, Mariana Mendicelli, Rodrigo Cunha, Rogério Banquieri, Sávio Ladeira e Wagner Santos | Venceu    |

Prêmio iBest
| Ano  | Organização    | Recipiente(s) | Categoria             | Resultado |
| ---- | -------------- | ------------- | --------------------- | --------- |
| 2022 | Prêmio iBest   | G1            | Notícias e Jornalismo | TOP3      |
| 2023 | Academia IBest |               | Notícias e Jornalismo | Venceu    |

Outros
- 2019: ganhou o 12º Prêmio Abag/RP de Jornalismo, pela reportagem do jornalista Igor Savenhago, "Produtores investem no cultivo de uvas na região de Ribeirão Preto e garrafas chegam até os EUA"[16]